# جمال خاشقجي
جمال أحمد حمزة خاشقجي (13 أكتوبر 1958، المدينة المنورة - 2 أكتوبر 2018)، صحفي وإعلامي سعودي، ترأس عدّة مواقع في صحف السعودية، وتقلّد منصب مستشار، كما كان مدير عام قناة العرب الإخبارية. ويكتب عموداً في صحيفة واشنطن بوست منذ 2017، وُصف في الصحف وأجهزة الاعلام العالمية بأنه «وفيّ للدولة السعودية» و«منتقد لسياساتها».
غادر خاشقجي السعودية في سبتمبر 2017، وكتب بعد ذلك مقالات صحفية انتقد فيها الحكومة السعودية. انتقد خاشقجي بصورة كبيرة ولي العهد السعودي محمد بن سلمان، والملك سلمان بن عبد العزيز. وكذلك عارض التدخل العسكري في اليمن.
قُتل خاشقجي في 2 أكتوبر 2018 في قنصلية بلاده في إسطنبول، وكان آخر مكان شوهد فيه أثناء دخوله القنصلية السعودية في إسطنبول في تركيا، أشارت مصادر مجهولة الهوية من الشرطة التركية في الأيام الأولى أنها تستنتج مقتله داخل القنصلية، بينما شككت السعودية في التصريحات المنسوبة للشرطة التركية، وقال مسؤولون سعوديون أنه غادر القنصلية حياً عن طريق باب خلفي، بينما على الجانب الآخر قال مسؤولون أتراك إنه لا يوجد دليل على خروجه. قال الرئيس التركي أردوغان إن التحقيق ما زال جارياً ويتنظر النتائج. وفي تاريخ 19 أكتوبر أعلن النائب العام السعودي القبض على 18 شخص متهمين بقتل جمال خاشقجي بعد حدوث مناقشات بينهم أدت إلى حدوث شجار واشتباك بالأيدي مما تسبب بوفاته  فيما ترى جهات ومنظمات خارجية بأن النظام السعودي هو من يتحمل مسؤولية ارتكاب الجريمة. وفي لقاء مع نورا أودونيل بث في 29 سبتمبر 2019، على شبكة سي بي إس الأمريكية، قبيل الذكرى السنوية الأولى لمقتل خاشقجي، صرّح ولي العهد السعودي الأمير محمد بن سلمان بأنّ عملية قتل جمال خاشقجي «جريمة بشعة» لم تأمر القيادة السعودية بها، لكنّه مع ذلك يتحمل «المسؤولية الكاملة» عنها، ذلك أن حادثة القتل جرت في «ظل إدارته». مؤكدًا ألا مصلحة للحكومة السعودية بقتله، وأن الخطر الذي يتهدّد السعودية هو من هذه «الجريمة البشعة التي استهدفت صحفي سعودي في قنصلية سعودية»، مضيفًا لا يمكن تصوّر «الألم» الذي صنعته هذه الجريمة، خصوصًا لدى قيادة وحكومة المملكة العربية السعودية.

## ولادته ونشأته وحياته الخاصة
ولد جمال في المدينة المنورة في 13 أكتوبر من عام 1958، ونشأ فيها وترعرع وتعلم في مدارسها وأنهى تعليمه الثانوي في ثانوية طيبة. ينتسب إلى عائلة خاشقجي التي تنحدر أصولها من مدينة قيصرية الواقعة في منطقة وسط الأناضول بتركيا، والتي استوطنت الحجاز قبل حوالي 500 سنة بجوار الحرم النبوي، فكان من هذه العائلة الوزراء والمؤذنون في المسجد النبوي، ومن أبرزهم المؤذن عبد الرحمن خاشقجي، ومنهم الأطباء مثل محمد خاشقجي والد الملياردير عدنان خاشقجي، واسم العائلة يعود إلى كلمة «خاشق» أي ملعقة، وخاشقجي تعني صانع الملاعق أو الكريم في الطعام، باللغة التركية الحالية، أما التسمية فهي مرتبطة باسم ألماسة خاشقجي (بالإنجليزية: Spoonmaker's Diamond) (بالتركية: Kaşıkçı Elması)، والتي تعدُّ كنزاً قومياً لدى الاتراك، والمحفوظة حالياً في متحف طوب قابي الواقع في اسطنبول.
ولقد تزوج جمال أكثر من مرة، كان آخرها زواجه في عام 2010 من الدكتورة آلاء محمود نصيف. له عدة أبناء وبنات منهم نورة ونهى ورزان وعبد الله وأكبرهم ابنه صلاح. وتداولت وسائل الإعلام والأنباء اسم خديجة جنكيز الباحثة في الشأن العُماني كخطيبة مفترضة له خلال أزمة اختفائه عام 2018.

## مسيرته الصحفية

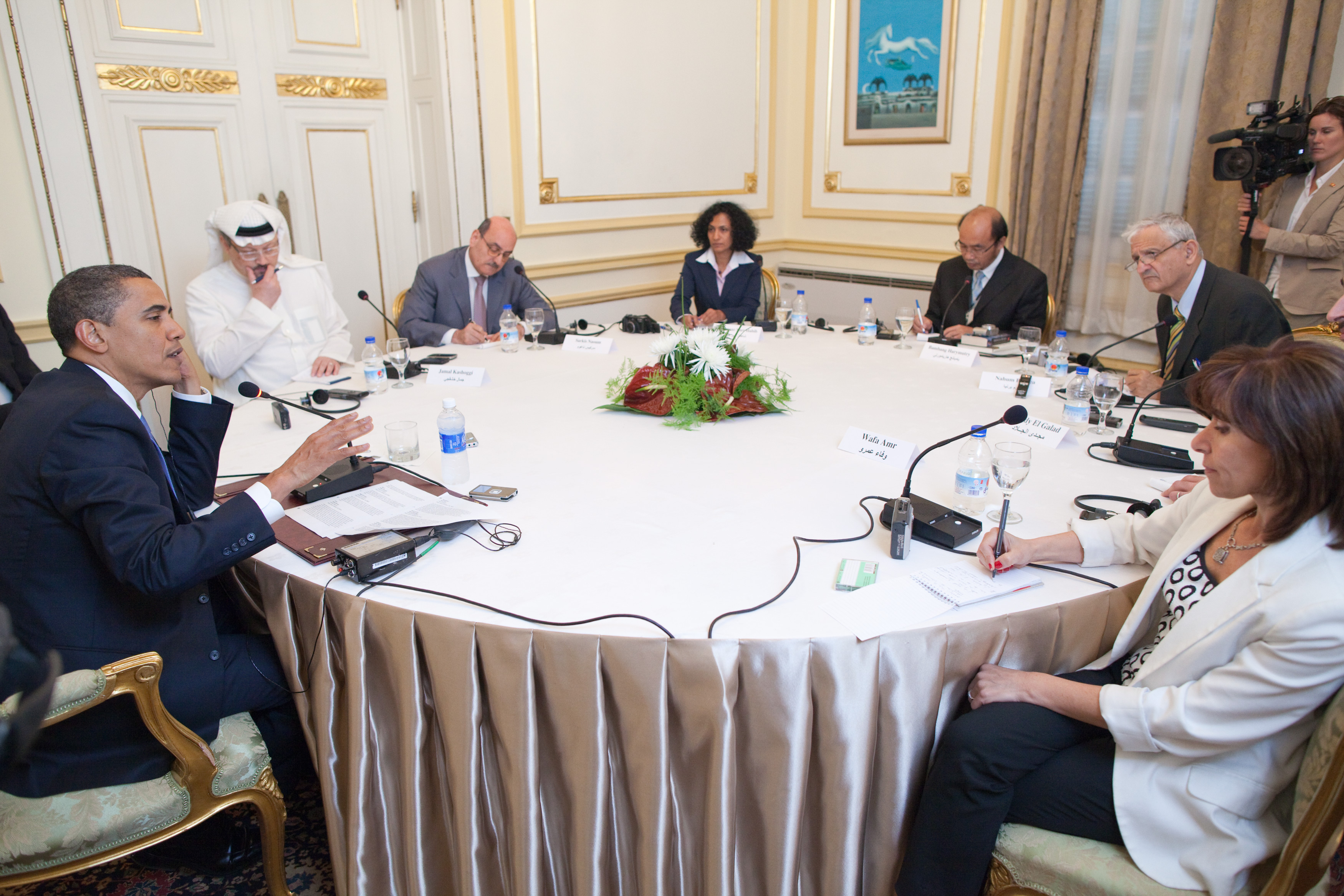
جمال خاشقجي في مقابلة اعلامية مع الرئيس الامريكي السابق باراك اوباما

درس الصحافة بكلية الصحافة بجامعة ولاية إنديانا (ISU) الأمريكية وعمل في بداية مسيرته الصحافية مراسلًا لصحيفة «سعودي جازيت»، ثم أصبح مراسلًا لعدد من الصحف العربية اليومية والأسبوعية في الفترة الممتدة من عام 1987 إلى عام 1990. قام أيضًا بتغطية الأحداث في أفغانستان، الجزائر، الكويت، السودان والشرق الأوسط من عام 1991 حتى عام 1999. عُيّن في منصب نائب رئيس تحرير صحيفة عرب نيوز من عام 1999 إلى عام 2003. تولّى منصب رئيس تحرير صحيفة الوطن اليومية عام 2004 وشغل هذا المنصب لمدة 52 يومًا فقط وأقيل بعدها.[بحاجة لمصدر] عمل منذ العام 2004 مستشارًا إعلاميًّا للأمير تركي الفيصل (السفير السعودي في لندن ومن ثم في واشنطن).

### جريدة الوطن
صدر قرار رسمي في أبريل 2007 بإعادة تعيينه للمرة الثانية رئيسًا لتحرير جريدة الوطن ثم فُصِل من منصبه مجدداً في 15 مايو 2010م وتفاوتت مبررات هذا الحدث وإن كان البعض يرجح أنها بسبب نشر الوطن لمقالة للكاتب إبراهيم طالع الألمعي يتعرض فيها لفكر السلفية.[وفقًا لِمَن؟]

### قناة العرب الإخبارية
شغل في يوليو 2010 منصب المدير العام لقناة العرب الإخبارية التي يمتلكها الوليد بن طلال، وكان من المتوقّع أن يبدأ بثها خلال عام 2012، لكنّه تأجّل إلى عام 2015، وحين بدأ البث لم يستمر سوى ساعات معدودة وقد توقفت عن البث بعد خلاف مع الدولة المستضيفة حول سياستها التحريرية، واستضافتها معارضاً بحرينياً.

### هجرته وكتابته في واشنطن بوست
في منتصف رمضان 1439، وحين ابتداء الأزمة الدبلوماسية مع قطر، غادر جمال السعودية من مدينة جدة وأقام في الولايات المتحدة واتخذها مَهجراً اختيارياً ولم يرجع منذئذٍ، وهنالك أعلنَ رضاه عن إذن الحكومة له بالكتابة بعد أن كان ممنوعاً منها، وكان الردّ عليه أنه لم يكن ممنوعاً منها بل كان محظوراً عليه انتحال صفة «مستشار الأمن» التي كان يذكرها لوسائل الإعلام أو تقال له ولم يُسمع أنه ينفيها عن نفسه.
بدأ في الكتابة في صحيفة الواشنطن بوست في سبتمبر 2017، وتركزت كتاباته عن الشأن السعودي وكانت مقالات رأيه تنتقد السياسات السعودية فيما يتعلق بالتدخل العسكري السعودي في اليمن والخلاف السعودي اللبناني 2017 والأزمة الدبلوماسية مع كندا عام 2018، إلا أنه كان مرحبا بإصلاحات مثل السماح بقيادة المرأة للسيارات في السعودية ومنتقدا للاعتقالات التي طالت ناشطات مثل لجين الهذلول وعزيزة اليوسف وإيمان النفجان وآخرون يعملون على قيادة المرأة في السعودية وحملة إسقاط الولاية عن المرأة.

## مذهبه الفكري
لم يكن المذهب الفكري لجمال خاشقجي واضحاً، فمن الكُتّاب، وبعضهم ليبراليون، كانوا يرونه ميّالاً إلى الإخوان المسلمين، وأنه كان في شبابه من الإخوان أو قريباً إليهم، وكان أهل السلفية الذين انتقد فكرهم السياسي والفقهي يعتبرونه ليبرالياً ، وقيل إنّ فكره مُذَبْذبٌ ، وأمّا جمال نفسه فقد كان يعظّم الديمقراطية ويتمسّك بها وفقاً لتطبيقاتها الغربية، ولكنه كان يفرق بين دول الربيع العربي وبين السعودية، فدول الربيع عنده لا نهضة لها إلا بالديمقراطية، وأما السعودية فكان يرى أنه كما تمسّك الصينيون بالشيوعية وما كانت عائقةً سبيلَ تطورهم فإنّ السعودية قادرة كذلك على النهوض مع التمسك بالسلفية بشرط اقتباس شيء من الديمقراطية المتعلقة بالحوكمة سعياً لتحقيق رؤية السعودية 2030.

### آراؤه

#### الإخوان المسلمون
| انتميت للإخوان بالجامعة ثم كبرنا واستقلينا بالرأي...لماذا تنسبون كل عمل نبيل للإخوان … مثل الدفاع عن معتقلي رأي ؟ بل هذا واجب كل صاحب رأي ( يستطيع ذلك ) ولا تحتاج ان تكون إخوانيا للقيام به. |
| —جمال خاشقجي. |

تعاطف جمال مع الربيع العربي وتفائلَ بمستقبله، واحتوى جلُّ كتابه «ربيع العرب زمن الإخوان» على نصائح للتيار الإسلامي السياسي الصاعد يومئذٍ، ولم يكن جمال يُخفي تعاطفه وانحيازه وإعجابه العاطفي والسياسي والفكري بجماعة الإخوان وفقاً لرأي عبد الخالق عبد الله، ورأى أنّهم يعرفون أنصاف الحلول المتعلقة بالعمل السياسي، لا كالسلفيين، ودافع عن حق الإخوان في المشاركة السياسية وتعاطف مع تيار الإسلام السياسي. وكان يحمل قناعة وصفها عبد الخالق عبد الله بالساذجة أن الديمقراطية لا تتحقق في العالم العربي بدون مشاركة تنظيم الإخوان.، كما حذر الأمير تركي الفيصل مستشاره جمال من الإخوان، واختلفت آراؤهما في شأنهم قبل 4 سنوات من مقتله.

#### العلمانية والديمقراطية
قال جمال إنّ العلمانية فكرة جيدة، فيها مخاطرة ويجب حينئذٍ أن تؤخذ العلمانية كاملةً فهي ليست دكاناً يدخله المشتري وينتقي منه ما يشاء، وقد أثارت مقولته هذه جدلاً، أشاد بعض النشطاء بها، ورأى آخرون ذلك مناقضاً لتعاطف جمال خاشقجي مع الإخوان سابقاً، ومناقضاً لحرصه على أن لا تفقد الدولة أهم مقوماتها وركائزها في الحكم وكان يظنّ أنّ تنظيم القاعدة دُفِنَ في ميدان التحرير، لأنّ الديمقراطية كانت قد ابتدأت ولم يبق للعنف مبرر، وفسّر جمال رغبة سفير الإمارات في نشر العلمانية أنه لم يقصد دول الخليج ولا السعودية، بل كان قصد السفير هو الدول التي تزلزلت أحوالها بالربيع العربي والتي هي أصلاً عَلمانية منذ استقلالها ولكن علمانيتها كانت شكلية، لأن قادتها التاريخيين حرصوا فقط على استقلالها ولم يسعوا إلى الحرية.

#### الشيعة
لم يرَ جمال في خلاف أهل السنة والشيعة موجباً للخصومة، فهو يروّج التعدديةَ وكان يقبل أن يُنقدَ الإسلام السني، ولكنه يمقت أعمال الإسلام الشيعي المتطرف الذي أنشأه الخميني وأتباعه الذين يحملون السلاح ولا يقتلون به إلا أهل السنة بحسب قوله، وقد أثيرت نقمة شديدة على جمال من جرّاء ثنائه على السيستاني، وكانت حجة جمال أنّ السيستاني قد بعث الهدوء في الشيعة وحرم عليهم قتل السنة، ولذلك رأى جمال أن السيستاني استحق الثناء بل كان ينبغي أن يُمنَح جائزة خدمة الإسلام، ويجب على شيخ الأزهر ومفتي السعودية ويوسف القرضاوي أن يذهبوا إليه ويُقبّلوا يديه تقديراً له.

## لقاءات
سبق أن التقى وأجرى مقابلات خاصة مع صديقِ الدراسة زعيمِ تنظيم القاعدة أسامة بن لادن في العديد من المناسبات قبل وقوع هجمات 11 سبتمبر. إلى جانب عمله معلقًا سياسيًّا للقناة السعودية المحلية ومحطة أم بي سي وبي بي سي وقناة الجزيرة.

## اختفاؤه ومقتله

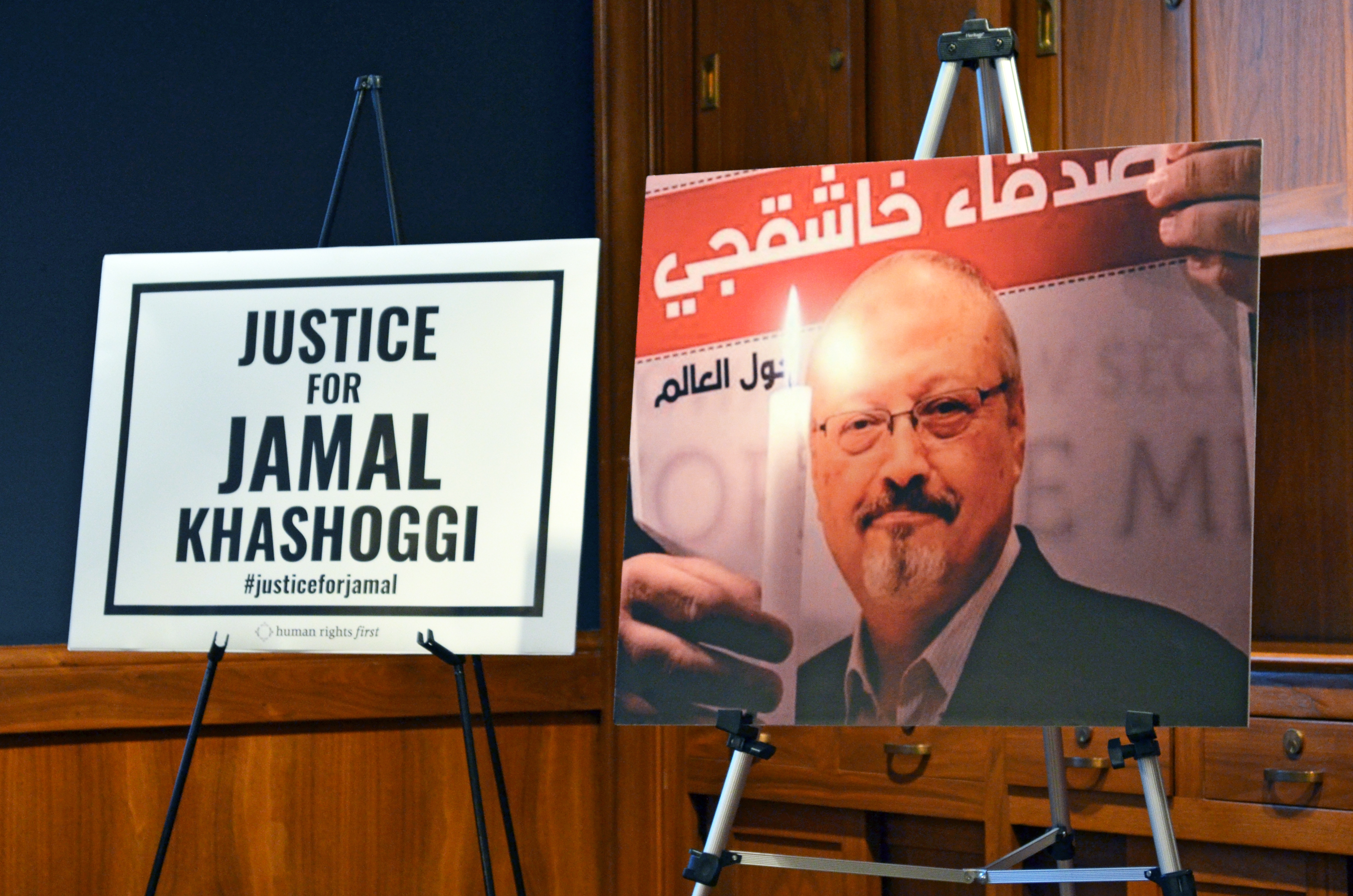
صورة من مؤتمر نظمته منظمة مشروع الديمقراطية في الشرق الأوسط في 26 سبتمبر 2019 حول قضية مقتل خاشقجي

انقطعت أخبار جمال خاشقجي في الثاني من أكتوبر 2018 بدخوله مبنى القنصلية السعودية في إسطنبول، التي زارها لاستخراج ورقة لإتمام زواجه، حيث قالت خديجة جنكيز، خطيبة جمال، التي كانت بانتظاره خارج السفارة، إنه لم يخرج، وأُعلمت السلطات التركية باختفاءه، في حين أصدرت السلطات السعودية بيانات كذّبت تلك الأخبار، نفت فيها عدم خروجه وأكدت أنه غادر القنصلية بعد وقتٍ قصير. وقالت القنصلية إنها تتابع وتُنسق مع السلطات المحلية التركية لكشف ملابسات اختفائه، وقال السفير السعودي إنه «يشعر بالقلق تجاه هذه القضية». فيمَا ذكر إبراهيم قالين المتحدث باسم الرئاسة التركية: «إن وزارة الداخليّة التركية تُتابع مع موظفي القنصلية السعودية في إسطنبول ومعلوماتنا تفيد أنه لا يزال داخل مقر القنصلية» بينما نفى مسؤول سعودي لم يُكشف عن اسمهِ تواجد جمال داخل مقر القنصلية وأكد مغادرة خاشقجي لهَا.
في الخامس من أكتوبر صرّح ولي العهد السعودي محمد بن سلمان آل سعود مؤكدًا على أنّ خاشقجي قد غادر المبنى والسعودية مستعدة للسماح لتركيا بالدخول وتفتيش القنصلية، قائلاً: «المبنى [القنصلية] أرض ذات سيادة، لكننا سنسمح لهم بالدخول والبحث والتفتيش على ما يريدون وليس لدينا ما نخفيه.» في اليوم التالي؛ فتحت القنصلية السعودية مقرها لتُبين أن خاشقجي غير موجود في المقر، وقال القنصل «جمال غير موجود في القنصلية ولا في المملكة العربية السعودية»، وسُمح لصحفيي رويترز بالتجوّل وتصوير بعض اللقطات داخلَ المبنى فيمَا قالت الحكومة التركية إن الادعاء قد فتح تحقيقًا بشأن اختفائه. في السياق ذاته؛ أشارت التقييمات الأولية للشرطة التركية أن خاشقجي قد قُتل في القنصلية، الأمر الذي نفاه مسؤول في القنصلية ذاتِها مشكّكًا في أن تكون هذه التصريحات صادرة عن مسؤولين أتراك، كاشفًا عن وصول وفد أمني سعودي إلى إسطنبول للمشاركة في التحقيق بشأن اختفاء خاشقجي. في السابع من أكتوبر؛ صرّح الرئيس التركي رجب طيب أردوغان أنه يتابع قضية اختفاء خاشقجي وإجراءات التحقيق، قائلاً: «أتوقع أن تكون النتيجة إيجابية.» وقال مسؤول في وزارة الخارجية الأمريكية «لا نملك حاليا معلومات تؤكد ما جاء في التقارير الإعلامية، ولكننا نتابع التطورات عن كثب.». في حين أكّدَ حزب العدالة والتنمية إن حساسية الحكومة التركية تجاه القضية «في أعلى مستوى» وسيجرى الكشف عن مكان اختفاء خاشقجي.
في عددها الصادر ليوم 5 أكتوبر 2018، تركت صحيفة واشنطن بوست التي عمل فيها خاشقجي، عمودًا فارغًا أسفل صورة خاشقجي بعنوان «صوت مفقود»، كما تم تداول عددٍ من التغريدات على تويتر في هذا الإطار تحتَ الوسم #اغتيال_جمال_خاشقي. بينما أبدت عائلة خاشقجي ثقتها بمساعي الحكومة السعودية للكشف عن مكان اختفائه، كاشفين عن عدم معرفتهم بخديجة جنكيز، مضيفين «لا نعرفها ولا نعرف من أين جاءت ولا تمت للعائلة بصلة، وقد تكون أحاديثها وحضورها لتمرير أجندة خاصة بها».

### الأنباء عن قتلهِ
بعدَ خمسة أيّام من اختفائه، أشارت مصادر لم تكشف عن هويتها لوكالة رويترز وصحيفة واشنطن بوست بأنّ الشرطة التركيّة قد توصّلت إلى أن خاشقجي قُتل داخل القنصليّة السعوديّة في اسطنبول، بينما صرح مصدران لم يكشف عن هويتهما من الشرطة التركيّة بأنّ «الاستنتاج الأوليّ للشرطة التركيّة، أنّ السيد جمال خاشقجي قد قُتل داخل القنصليّة السعوديّة في إسطنبول؛ ونعتقد أن جريمة القتل كانت عن سبق الإصرار والترصّد، وأنّ الجثّة جرى نقلها خارج القنصليّة.» ونشرت قناة الجزيرة نقلاً عن مراسل قناتها إن الشرطة التركية تحققت من كاميرات المراقبة التي أظهرت أن خاشقجي غادر مبني القنصلية بعد 20 دقيقة من دخولها. انتشرت بعد ذلك العديدُ من الأخبار التي تُفيد بأنّ جمال قد تعرّض للتعذيب دون وجود مصدر رسمي يؤكد ذلك كما نشرت «ساسة بوست» عبر مصدر خاص لم تسميه أن خاشقجي صوّر بالفيديو ثم قُتل. في السياق ذاته أكدت مصادر أمنيّة تركيّة عشيّة يوم الأحد الموافق للسابع من أكتوبر أنه أثناء تواجد خاشقجي في القنصليّة، وفي اليوم ذاته دخلَ دولة تركيا 15 سعوديًا قدموا على متن طائرتين، كان بعضهم مسؤولون رسميّون. وجميعهم كانوا في القنصلية بالتزامن مع وجود خاشقجي فيها، ولاحقًا غادروا تركيا نحو البلدان التي أتوا منها. وبحسب وكالة الأنباء السعودية «نفى مصدر مسؤول في القنصلية العامة للمملكة العربية السعودية في إسطنبول التصريحات التي نشرتها وكالة رويترز، نقلاً عن مسؤوليين أتراك، بأن المواطن السعودي جمال خاشقجي قد قُتل في القنصلية السعودية في إسطنبول، واستهجن المصدر بشدة هذه الاتهامات العارية من الصحة، وشكك المصدر بأن تكون هذه التصريحات صادرة من مسؤولين أتراك مطلعين أو مخول لهم التصريح عن الموضوع». وصرح رجب طيب أردوغان إن الحكومة التركية تنتظر نتائج التحقيق بقضية اختفاء جمال خاشقجي.
في الأيام اللاحقة، تصاعدت لغة الإعلام السعودي في وصف الأحداث أنها مجرد «مؤامرة» ضد السعودية، وإتهامات مثل أن صحيفة واشنطن بوست مملوكة من قطر. وفي 17 أكتوبر، واثناء زيارة وزير الخارجية الأمريكية مايك بومبيو لتركيا، وفي ضغط متزايد في قضية خاشقجي، سُربت أنباء عن وجود تسجيلات للجريمة، فيما بدا أنه رد فعل تركي على قبول الأمريكيين التعامل مع الوعود السعودية بعمل تحقيقات سعودية لكشف حقيقة ما حدث لخاشقجي وكأنها وعود جدية.
في مساء الجمعة يوم 19 أكتوبر، أعلنت السعودية لأول مرة منذ اختفاءه بأن الخاشقجي لم يخرج من السفارة، وقالت أنه مات فيها نتيجة «شجار»، حيث قال النائب العام السعودي في بيانٍ رسمي: «أظهرت التحقيقات الأولية التي أجرتها النيابة العامة في موضوع اختفاء المواطن، جمال بن أحمد خاشقجي، أن المناقشات التي تمت بينه وبين الأشخاص الذين قابلوه أثناء تواجده في قنصلية المملكة في إسطنبول أدت إلى حدوث شجار واشتباك بالأيدي معه مما أدى إلى وفاته»، وقد تم توقيف 18 شخصًا في إطار التحقيق معهم في هذه القضية.

### ردود الفعل
في 11 أكتوبر، أعلن رائد الأعمال البريطاني ريتشارد برانسون تعليق عمله في إدارة مشروعين سياحيين بمشروع نيوم، وستعلق شركته محادثات مع صندوق الاستثمارات العامة السعودي تتعلق باستثمارات تقدر بمليار دولار. وأعلن سام ألتمان، رئيس شركة واي كومبيناتور، تعليق مشاركته في المجلس الاستشاري لمشروع نيوم. كذلك أعلنت عدة مؤسسات إعلامية مقاطعتها لمؤتمر مستقبل الاستثمار في السعودية.

### رأي محمد بن سلمان في الجريمة
في لقاء غير مصوّر مع مارتن سميث، ورد بعض ما فيه ضمن فيلم وثائقي بُثّ في 1 أكتوبر 2019، على شبكة التلفزيون العامة الأمريكية، قبيل الذكرى السنوية الأولى لمقتل خاشقجي، نقل عن ولي العهد السعودي الأمير محمد بن سلمان قوله بأنّ مقتل جمال خاشقجي يحملهُ «مسؤولية»، ذلك أن حادث القتل جرى في «ظل إدارته»، قائلًا: «حدث ذلك وأنا في موقع السلطة. أنا أتحمل المسؤولية كلها لأن ذلك حدث وأنا في موقع السلطة.» وهذا أوّل تصريح غير مباشر ينقل عن محمد بن سلمان يشير فيه إلى تحمّل إدارته المسؤولية عن حادثة القتل. وردًّا على سؤال طرحه سميث عن كيفية حدوث جريمة القتل دون أن يعلم بها ولي العهد شخصيًّا، نُقل عنه قوله: «عندنا 20 مليون نسمة، وعندنا ثلاثة ملايين موظف حكومي»، والمسؤولون والوزراء في السعودية «لديهم السلطة بالتصرّف وأخذ القرارات وهم مسؤولون عن أي تصرّف يقومون به (أمام القيادة السعودية)». ويقدّم سميث وصفًا للحوار الذي دار بينه وبين ولي العهد، مشيرًا إلى أنّه صُوّر في ديسمبر من العام 2018، وهو عرض تمهيدي للفيلم الوثائقي المقرّر عرضه.
وفي حوار مصوّر له مع نورا أودونيل ضمن برنامج 60 دقيقة، بُثَّ على قناة سي بي إس الأمريكية في يوم الأحد 29 سبتمبر 2019، أكّد ألا وجود لأي أوامر من القيادة السعودية بقتل خاشقجي، واصفًا العملية بأنها «جريمة بشعة» يتحمل «المسؤولية الكاملة» عنها، ذلك أنها حدثت من قبل «مسؤولين سعوديين يعملون في الحكومة السعودية»، وهي مسؤولية أدبية لابدَّ له أن يتحملها لكونه قائدًا في السعودية. وحين سُئِل عن كيفية حدوث الجريمة دون أن يعلم بها، قال: «البعض يعتقد أنني يجب أن أكون على علم بما يقوم به ثلاثة ملايين شخص يعملون ضمن الحكومة السعودية يوميًا؟ من المستحيل أن يرفع الثلاثة ملايين تقاريرهم اليومية للقائد في المملكة العربية السعودية أو ثاني أعلى رجل في الحكومة السعودية.» مؤكدًا أن التحقيقات الجارية إن أثبتت تورط أي شخص سوف تحيله للمحكمة، مهما كانت رتبته أو منصبه ضمن الحكومة. وردًّا على التقارير التي اتهمته بالجريمة، منها «استنتاجات» وكالة الاستخبارات المركزية الأميركية، قال: «أتمنى أن يتم إخراج هذه المعلومات للعلن. إذا كانت هناك أي معلومات تتهمني بالقيام بأي عمل، أتمنى أن يتم إخراجها»، مؤكدًا ألا مصلحة للحكومة السعودية بقتل أي صحفي، وهم لا يشكلون أي خطر على المملكة، وأن الخطر الذي يتهدّد السعودية هو من هذه «الجريمة البشعة التي استهدفت صحفي سعودي في قنصلية سعودية»، مضيفًا لا يمكن تصوّر «الألم» الذي صنعته هذه الجريمة، خصوصًا لدى قيادة وحكومة المملكة العربية السعودية.

## العفو عن القاتل
في يوم الجمعة 22 مايو 2020 م الموافق 29 رمضان 1441 هـ أعلن أبناء المواطن السعودي جمال خاشقجي العفو عمّن قتل والدهم وكان ذلك عن طريق تغريده قام بنشرها نجله صلاح خاشقجي عبر حسابه في تويتر قائلا: في هذه الليلة الفضيلة من هذا الشهر الفضيل نسترجع قول الله تعالى في كتابه الكريم “وَجَزَاءُ سَيِّئَةٍ سَيِّئَةٌ مِّثْلُهَا ۖ فَمَنْ عَفَا وَأَصْلَحَ فَأَجْرُهُ عَلَى اللَّهِ ۚ إِنَّهُ لَا يُحِبُّ الظَّالِمِينَ"، ولذلك نعلن نحن أبناء الشهيد جمال خاشقجى أنّا عفونا عن من قتل والدنا رحمه الله -لوجه الله تعالى- وكلنا رجاء واحتساب للأجر عند الله عز وجل.

## مؤلفاته
- علاقات حرجة - السعودية بعد 11 سبتمبر
- ربيع العرب زمن الإخوان (2013).
- احتلال السوق السعودي (2013).
- رؤية مواطن 2030